# 小山田信有 (契山)
小山田 信有（おやまだ のぶあり）は、戦国時代の武将。甲斐国東部の郡内地方の有力国人である小山田氏当主。出羽守を称した。弥三郎を称した小山田信有・小山田信茂の父。

## 生涯

### 出自
従来父は越中守を称した小山田信有、母は甲斐国守護武田信虎の妹とされてきた が、先代の越中守信有と世代が近いと推察される点、仮名の「弥三郎」は出羽守信有から嫡男の仮名となり二代前の「弥太郎」と異なる点から出羽守信有は越中守信有の弟もしくは庶流の人間であり、越中守信有の死去に伴い急遽家督を継ぎ実名の「信有」を名乗ったのではないかと丸島和洋氏は推測している。妻については不明であるが、大井信達の娘を正室に迎えた可能性が示唆されており、事実だとすると武田信虎と相婿の関係にある。但し、世代が近い越中守信有の事跡である可能性もある。

### 略歴
戦国期の甲斐国では国中地方において守護武田氏と有力国人衆の間で抗争が発生しており、郡内地方の小山田氏も守護武田信虎と争いを繰り広げていたが、信有の父にあたる越中守信有期の永正7年（1510年）には武田氏との和睦が成立し、武田氏の従属国衆となっている。享禄5年（1532年）には拠点をそれまでの中津森館から谷村館へと移転し、武田家臣団のうち一門衆として臣従した越中守信有は天文2年（1533年）に甲府に屋敷を与えられ移住している。
天文9年（1540年）には嫡男弥三郎信有が誕生。翌天文10年には越中守信有が死去したため、代わって家督を継いだ。同年、主君武田家でも武田晴信が信虎を駿河に追放し家督を継承している。晴信（信玄）期に本格化する信濃侵攻において初めて活動が見られ、天文11年（1542年）9月25日の高遠頼継との宮川の戦いにて武功をたて、晴信より感状を与えられている。
天文13年（1544年）正月、晴信の側近・駒井高白斎と向山又七郎が谷村館を訪れ、後北条氏家臣・桑原盛正と対談し、同年12月には小山田氏家老・小林宮内助が北条氏康の元を訪問している。このことから小山田氏は武田氏・後北条氏間の取次を務め、両者の関係改善に尽力していたようである。天文14年（1545年）の伊那郡箕輪城（長野県箕輪町）攻めにおいては、城主藤沢頼親の降伏に際して勝沼信元、穴山信友ら親類衆とともに仲介を務めている。
天文16年（1547年）8月の佐久郡侵攻においては、志賀城主笠原清繁の夫人を側室として与えられ、駒橋へ連れ帰ったという。また、天文17年2月の上田原の戦いにおいても従軍しており、天文19年（1550年）8月に武田勢は小県郡戸石城の村上義清を攻めるが攻城は難航し、10月1日には撤退するところを村上勢に追撃され敗退した（砥石崩れ）。信有はこの合戦において負傷し、郡内衆でも小沢式部や渡辺出雲守らが討死している。翌天文20年の筑摩郡小笠原攻めにおいて信有は病床にあり嫡子弥三郎が小山田勢を率いている。信有自身は天文21年（1552年）に死去している。
出羽守信有期には無年号文書を含む8通の文書が現存している。小山田氏については越中守信有期の発給文書が現存しておらず、天文11年10月16日付小山田信有判物は小山田氏最古の発給文書となっており、内容は諸役・棟別免許や過所など。出羽守信有文書には花押と方形単廊朱印が使用されており、以来この方式は信茂期に至るまで継承されている。
山梨県都留市下谷の長生寺に伝来する小山田信有画像は従来越中守信有に比定されていたが、高野山過去帳による出羽守信有の法名と修補銘に「契山存心」と記されていることから、画像は出羽守信有のものと考えられている。

## 関連作品
- 風林火山（2007年、NHK大河ドラマ、演：田辺誠一）
- 天と地と（2008年、テレビ朝日、演：渡洋史）